# Klobouk

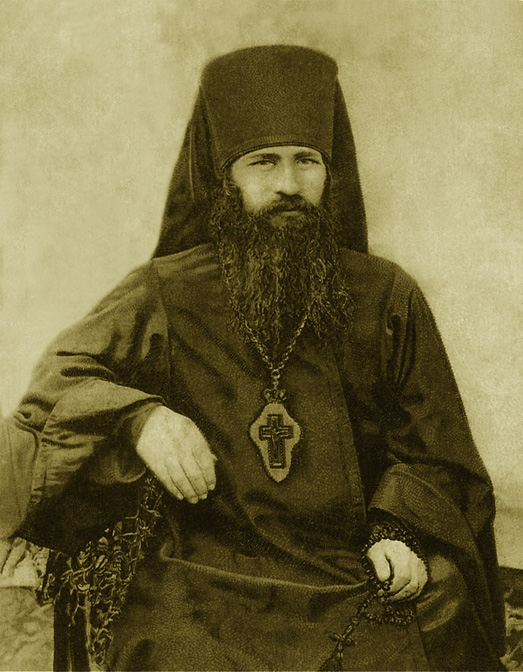
Le moine (1865-1903) vénérable orthodoxe

Le klobouk (en russe : клобук) est un couvre-chef généralement noir de l'Église d'Orient porté par les évêques et les patriarches, et, dans la tradition russe, aussi par les moines profès, ainsi que par les religieuses d'une certaine ancienneté. Il est constitué du koukoulion (du grec κουκούλιον, transcrit cuculla en latin, et koukol en russe), voile blanc ou noir qui recouvre le kamilavkion de forme cylindrique ou conique évasée vers le haut, ainsi que les épaules et le dos.
Le moine enlève son klobouk à certains moments de la Divine Liturgie (Messe orthodoxe) en signe de révérence et le met sur son épaule gauche, comme lorsque le prêtre apporte le calice pour la Sainte Communion. Les religieuses en revanche ne l'ôtent pas.
Les évêques des Églises orientales étant forcément moines, ils portent donc le klobouk. Les archevêques et métropolites slaves mettent une petite croix de gemmes sur leur klobouk pour marquer leur rang. Les métropolites portent plutôt un klobouk blanc.
Le patriarche de Roumanie porte aussi un klobouk blanc (en roumain : clobuc). Le patriarche de Moscou porte un klobouk blanc légèrement différent, arrondi en haut, brodé des ailes de séraphins et surmonté de la croix. 

## Galerie

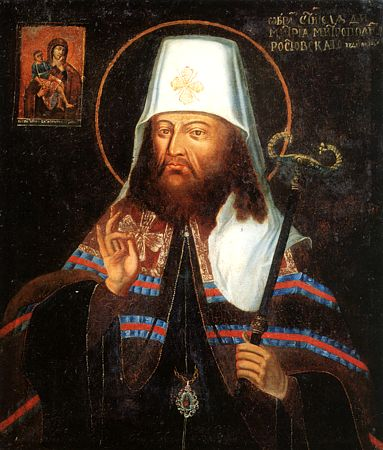
Portrait de Dimitri de Rostov (1651-1709)
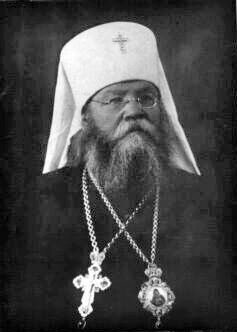
Photographie du métropolite Pavel Galkovski (ru) (1864-1937) fusillé pendant les purges staliniennes. Il porte le klobouk blanc et deux encolpia, dont une panighia et une croix pectorale
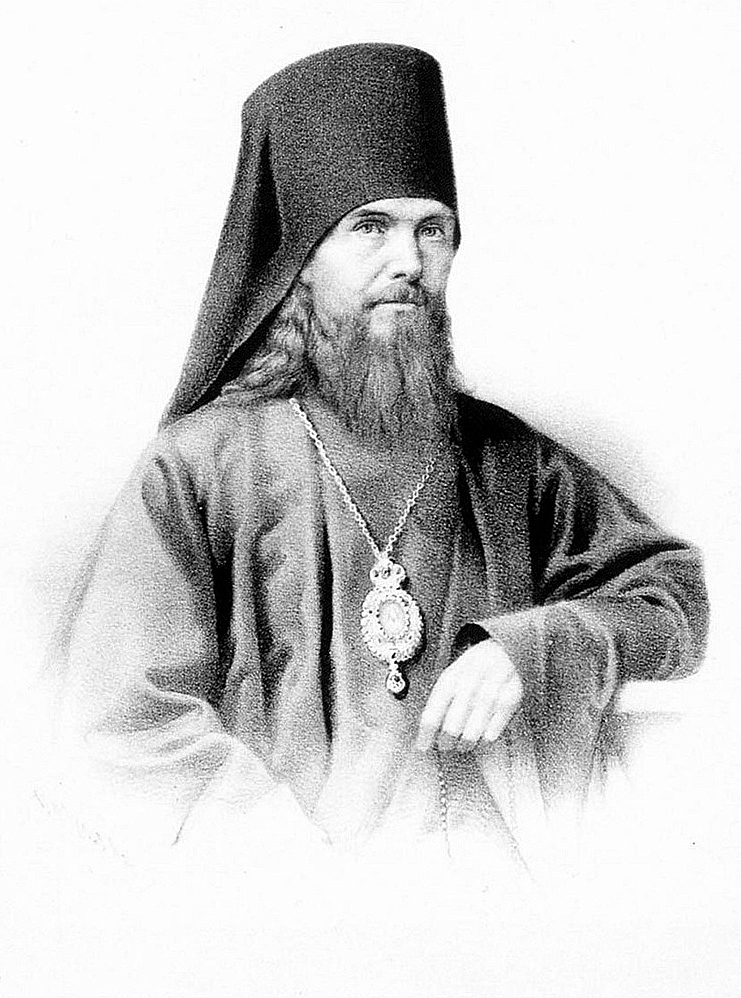
Gravure de l'Evêque Théophane le Reclus (1815-1894), saint orthodoxe russe, en 1860
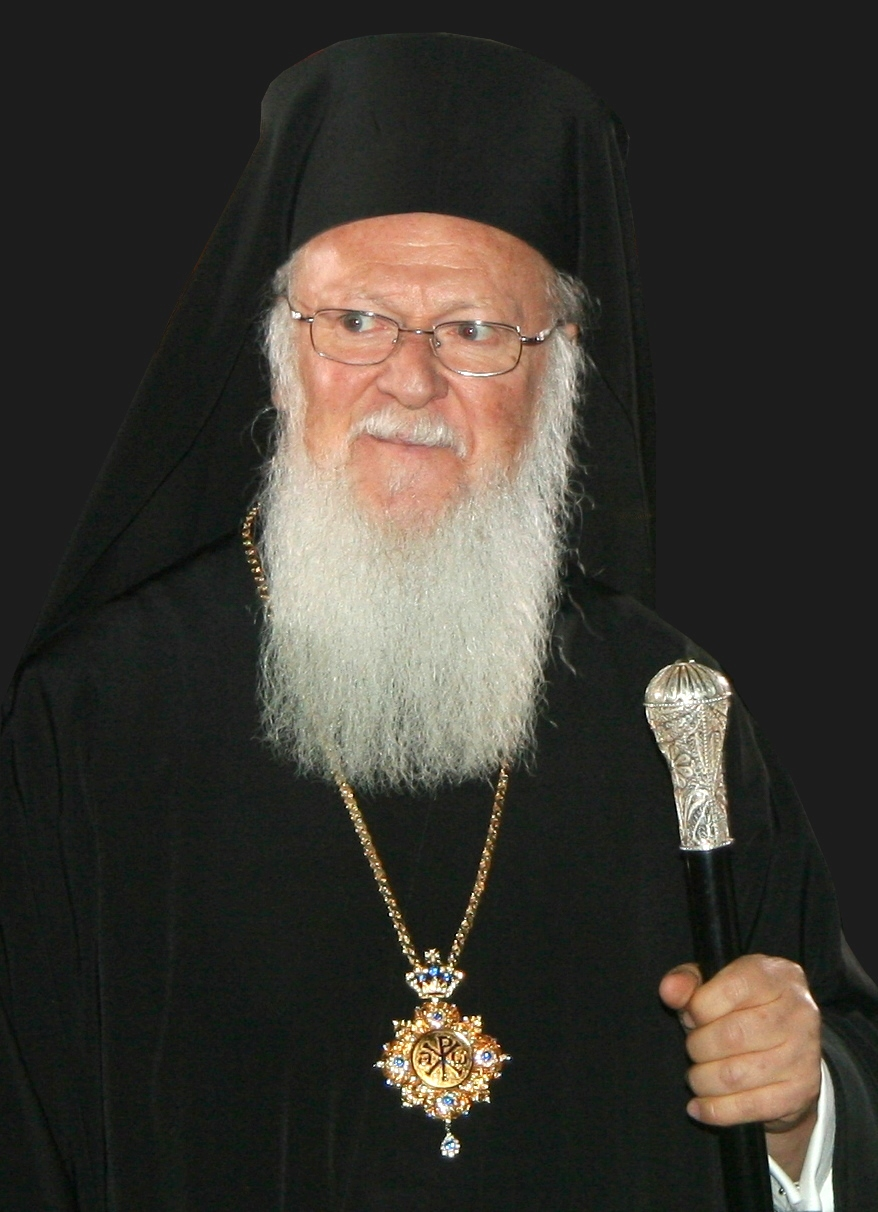
Photographie de Bartholomée Ier, patriarche de Constantinople en koukoulion et kamilavkion noirs, avec un encolpion
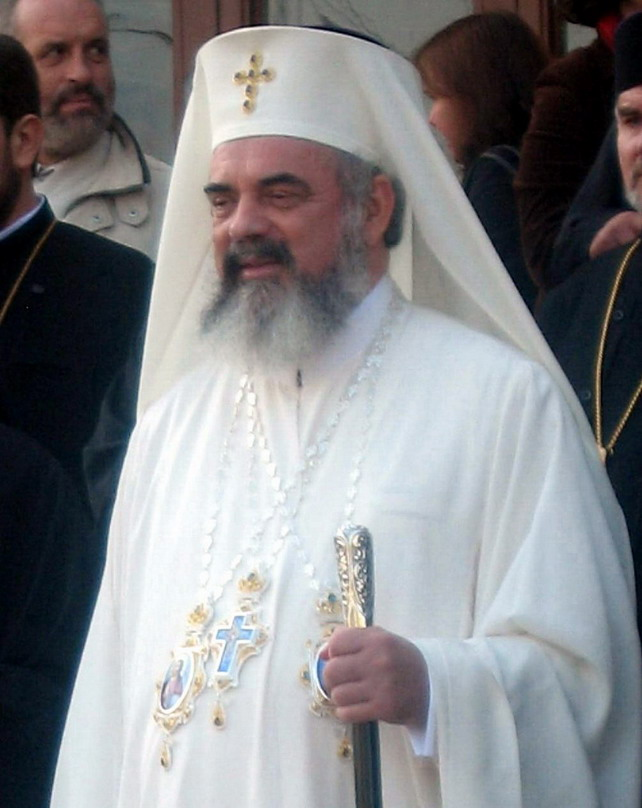
Le patriarche Daniel de Roumanie portant un culion et une camilafcă blancs